# エスタディオ・アルフォンソ・チコ・カラスケル
エスタディオ・アルフォンソ・チコ・カラスケル（Estadio Alfonso Chico Carrasquel）は、ベネズエラのアンソアテギ州プエルト・ラ・クルスにあるスタジアム。1991年に開場した。主に野球に使用されており、リーガ・ベネソラーナ・デ・ベイスボル・プロフェシオナルのカリベス・デ・アンソアテギが同年の球団創設以来本拠地にしている。
スタジアム名は、チコ・カラスケルの名を冠した。カラスケルはベネズエラ出身の元大リーガーで、1951年にはラテンアメリカ出身選手では史上初のMLBオールスターゲーム出場を果たした人物である。
カリビアンシリーズが1994年と1998年の2回、当球場で開催されている。